# Etlingera megalocheilos
Etlingera megalocheilos là một loài thực vật có hoa trong họ Gừng. Loài này được William Griffith mô tả khoa học đầu tiên năm 1851 dưới danh pháp Achasma megalocheilos. Trong một thời gian dài người ta coi nó là đồng loài với Etlingera littoralis. Năm 2006, Axel Dalberg Poulsen tách nó ra khỏi E. littoralis.
Loài này có tại Malaysia bán đảo, Borneo, Sumatra và Java.